# پوجو کایانو
پوجو کایانو (به ایتالیایی: Poggio a Caiano) یک کومونه در ایتالیا است که در استان پراتو واقع شده‌است.

## خصوصیات
پوجو کایانو ۵ کیلومترمربع مساحت و ۱۰٬۰۱۹ نفر جمعیت دارد و ۴۵ متر بالاتر از سطح دریا واقع شده‌است.

## خواهرخوانده
شهرهای شارلوتزویل، ویرجینیا و اغوانیت خواهرخوانده‌های پوجو کایانو هستند.